# ارکان آوجی
ارکان آوجی (انگلیسی: Erkan Avcı؛ زادهٔ ۱۷ دسامبر ۱۹۸۲) بازیگر اهل ترکیه است. وی از سال ۲۰۰۶ میلادی تاکنون مشغول فعالیت بوده‌است.
او با بازی در سریال کارادایی در نقش نژدت باروت به اوج شهرت رسید و یکی از ارکان اصلی این سریال محبوب و پرطرفدار به شمار میرود .از دیگر سریال هایی کی وی در آنها نقش آفرینی کرده میتوان به گودال اشاره کرد .....